# Ujaim
Ujaim (Ujjain) é uma cidade e uma corporação municipal no distrito de Ujaim, no estado indiano de Madia Pradexe.

## Geografia
Ujaim está localizada a 23° 11′ N, 75° 46′ L. Tem uma altitude média de 491 metros (1 610 pés).

## Demografia
Segundo o censo de 2001, Ujaim tinha uma população de 429 933 habitantes. Os indivíduos do sexo masculino constituem 52% da população e os do sexo feminino 48%. Ujaim tem uma taxa de literacia de 72%, superior à média nacional de 59,5%: a literacia no sexo masculino é de 79% e no sexo feminino é de 66%. Em Ujaim, 13% da população está abaixo dos 6 anos de idade.